# غرانداس دي ساليمي
بلدية غرانداس دي ساليمي (بالإسبانية: Grandas de Salime) هي بلدية تقع في منطقة أستورياس شمال غرب إسبانيا.

## الديموغرافيا
بلغ عدد سكان بلدية غرانداس دي ساليمي 1.016 نسمة عام 2011 (وفقاً للمعهد الوطني للإحصاء الإسباني).
| 1.387 | 1.376 | 1.295 | 1.186 | 1.107 | 1.075 | 1.016 |